# 张里千
张里千（1929年—），男，湖北武汉人，中国数理统计学家，曾任中国科学院应用数学研究所研究员、博士生导师。